# Robin Warren
John Robin Warren (Adelaide, 11 juni 1937 – Perth, 23 juli 2024) was een Australische patholoog. Samen met Barry J. Marshall ontdekte hij in 1982 dat de bacterie Helicobacter pylori de veroorzaker is van maagzweren. In 2005 ontvingen de onderzoekers gezamenlijk de Nobelprijs voor de Fysiologie of Geneeskunde voor deze ontdekking.

## Biografie
De Australiër Warren werd geboren in Adelaide als zoon van Roger en Hellen Warren. Hij genoot zijn opleiding aan het St. Peter's College en de Universiteit van Adelaide waar hij geneeskunde studeerde. Zijn verdere training verkreeg hij aan de Royal Adelaide Hospital en werd medisch specialist in klinische pathologie aan het Institute of Medical and Veterinary Science (IMVS) waar hij werkzaam was in het haematologie laboratorium.
In 1963 werd hij benoemd tot Honorary Clinical Assistent in Pathology en Honorary Registrar in Haematology bij het Royal Adelaide Hospital. Gelijkertijd doceerde hij pathologie aan de Adelaide-universiteit voordat hij de positie aannam van Clinical Pathology Registrar aan de Royal Melbourne Hospital. In 1967 werd Warren gekozen tot lid van de Royal College of Pathologists of Australia en werd hij Senior Pathologist bij de Royal Perth Hospital waar hij het grootste deel van zijn carrière doorbracht.

## Werk
In 1979 nam Warren kleine spiraalvormige bacteriën in de maag waar bij patiënten die leden aan bij gastritis en maagzweren. Na een ontmoeting twee jaar later met Barry Marshall besloten de twee artsen er onderzoek naar te doen die in totaal zeven jaar zou duren. Uit stukjes maag van patiënten lukte het ze om de bacterie Helicobacter pylori te isoleren en op te cultiveren. Hun wetenschappelijk onderzoek werd aanvankelijk niet serieus genomen omdat maagzweren destijds werden toeschreven aan een verhoogde zuurproductie in de maag door slechte voeding en stress als oorzaak.
Dankzij hun ontdekking kon deze aandoening genezen worden met behulp van een antibioticakuur in plaats van het langdurig slikken van maagzuurremmers. Ook hielp Warren mee aan de ontwikkeling van een geschikte diagnosetest (14C-ureum ademtest) voor het detecteren van de H. pylori bij patiënten.
Warren overleed op 23 juli 2024 op 87-jarige leeftijd.
1901: Behring · 
1902: Ross · 
1903: Finsen · 
1904: Pavlov · 
1905: Koch · 
1906: Golgi, Ramón y Cajal · 
1907: Laveran · 
1908: Mechnikov, Ehrlich · 
1909: Kocher · 
1910: Kossel · 
1911: Gullstrand · 
1912: Carrel · 
1913: Richet ·
1914: Bárány · 
1919: Bordet · 
1920: Krogh · 
1922: Hill, Meyerhof · 
1923: Banting, Macleod · 
1924: Einthoven ·
1926: Fibiger · 
1927: Wagner-Jauregg · 
1928: Nicolle · 
1929: Eijkman, Hopkins · 
1930: Landsteiner · 
1931: Warburg · 
1932: Sherrington, Adrian · 
1933: Morgan · 
1934: Whipple, Minot, Murphy · 
1935: Spemann · 
1936: Dale, Loewi · 
1937: Szent-Györgyi · 
1938: Heymans · 
1939: Domagk · 
1943: Dam, Doisy · 
1944: Erlanger, Gasser · 
1945: Fleming, Chain, Florey · 
1946: Muller · 
1947: C. Cori, G. Cori, Houssay · 
1948: Müller · 
1949: Hess, Moniz · 
1950: Kendall, Reichstein, Hench · 
1951: Theiler · 
1952: Waksman · 
1953: Krebs,Lipmann ·
1954: Enders, Weller, Robbins · 
1955: Theorell · 
1956: Cournand, Forssmann, Richards · 
1957: Bovet · 
1958: Beadle, Tatum, Lederberg · 
1959: Ochoa, Kornberg · 
1960: Burnet, Medawar · 
1961: Békésy · 
1962: Crick, Watson, Wilkins · 
1963: Eccles, Hodgkin, Huxley · 
1964: Bloch, Lynen · 
1965: Jacob, Lwoff, Monod · 
1966: Rous, Huggins · 
1967: Granit, Hartline, Wald · 
1968: Holley, Khorana, Nirenberg · 
1969: Delbrück, Hershey, Luria · 
1970: Katz, Euler, Axelrod · 
1971: Sutherland · 
1972: Edelman, Porter · 
1973: Frisch, Lorenz, Tinbergen · 
1974: Claude, De Duve, Palade · 
1975: Baltimore, Dulbecco, Temin ·
1976: Blumberg, Gajdusek · 
1977: Guillemin, Schally, Yalow · 
1978: Arber, Nathans, Smith · 
1979: Cormack, Hounsfield · 
1980: Benacerraf, Dausset, Snell · 
1981: Sperry, Hubel, Wiesel · 
1982: Bergström, Samuelsson, Vane · 
1983: McClintock · 
1984: Jerne, Köhler, Milstein · 
1985: Brown, Goldstein · 
1986: Cohen, Levi-Montalcini · 
1987: Tonegawa · 
1988: Black, Elion, Hitchings · 
1989: Bishop, Varmus · 
1990: Murray, Thomas · 
1991: Neher, Sakmann · 
1992: Fischer, Krebs · 
1993: Roberts, Sharp · 
1994: Gilman, Rodbell · 
1995: Lewis, Nüsslein-Volhard, Wieschaus · 
1996: Doherty, Zinkernagel · 
1997: Prusiner · 
1998: Furchgott, Ignarro, Murad · 
1999: Blobel · 
2000: Carlsson, Greengard, Kandel ·
2001: Hartwell, Hunt, Nurse · 
2002: Brenner, Horvitz, Sulston · 
2003: Lauterbur, Mansfield · 
2004: Axel, Buck · 
2005: Marshall, Warren ·
2006: Fire, Mello ·
2007: Capecchi, Smithies, Evans ·
2008: Zur Hausen, Barré–Sinoussi, Montagnier ·
2009: Blackburn, Greider, Szostak ·
2010: Edwards ·
2011: Beutler, Hoffmann, Steinman ·
2012: Gurdon, Yamanaka ·
2013: Rothman, Schekman, Südhof ·
2014: O'Keefe, Moser, Moser ·
2015: Campbell, Omura, Tu ·
2016: Osumi ·
2017: Hall, Rosbash, Young ·
2018: Allison, Honjo ·
2019: Kaelin, Ratcliffe, Semenza ·
2020: Alter, Houghton, Rice ·
2021: Julius, Patapoutian ·
2022: Pääbo ·
2023: Karikó, Weissman ·
2024: Ambros, Ruvkun